# Szolyva
Szolyva (ukránul: Свалява [Szvaljava], szlovákul: Svalová, románul: Svalova) város Ukrajna Kárpátaljai területén, a Munkácsi járásban.

## Fekvése
A város Munkácstól 30 km-re északkeletre, a Latorca bal partján a Sztrij-hegy lábánál fekszik, ott ahol a Szolyva-patak a Latorcába ömlik.

## Nevének eredete
Neve a szláv szoly (= só) főnévből való.

## Története

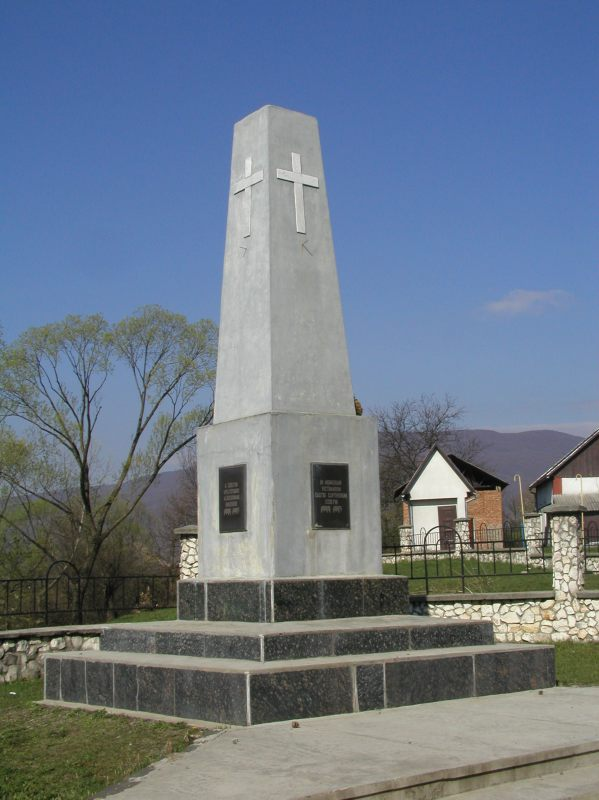
A szolyvai áldozatok emlékműve

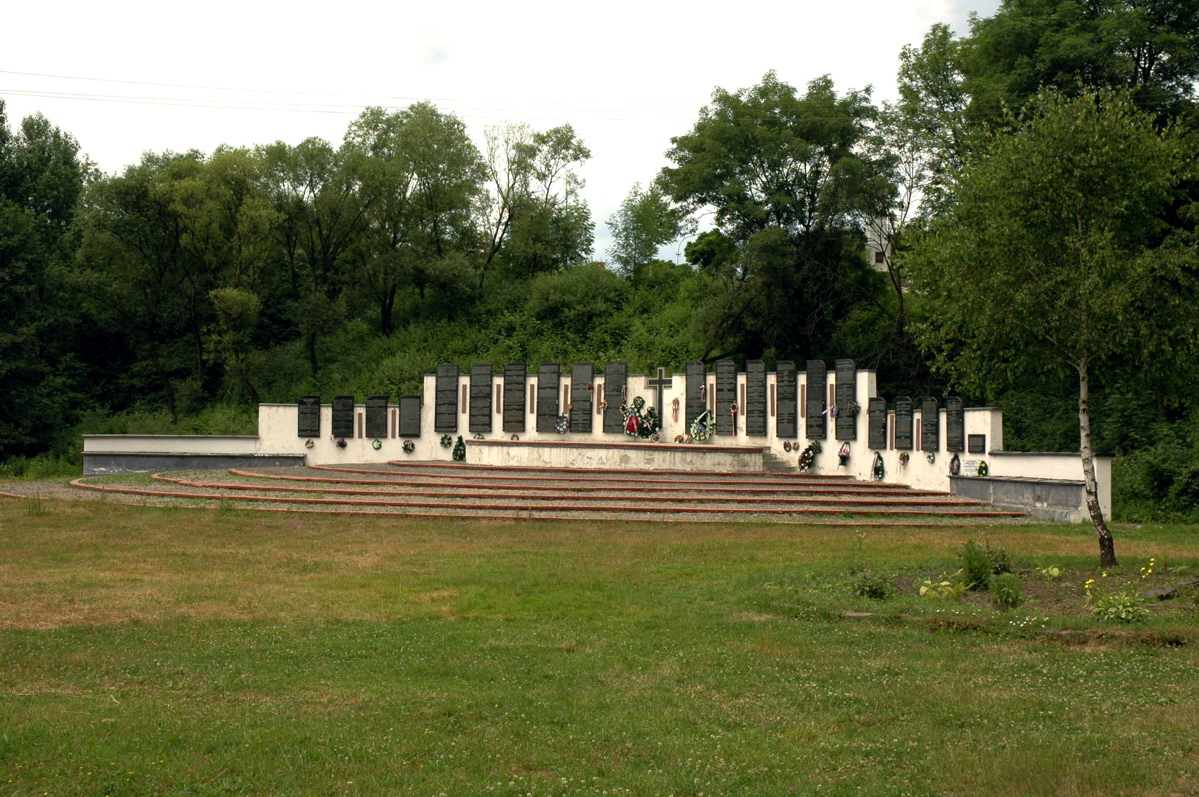
A szolyvai emlékpark

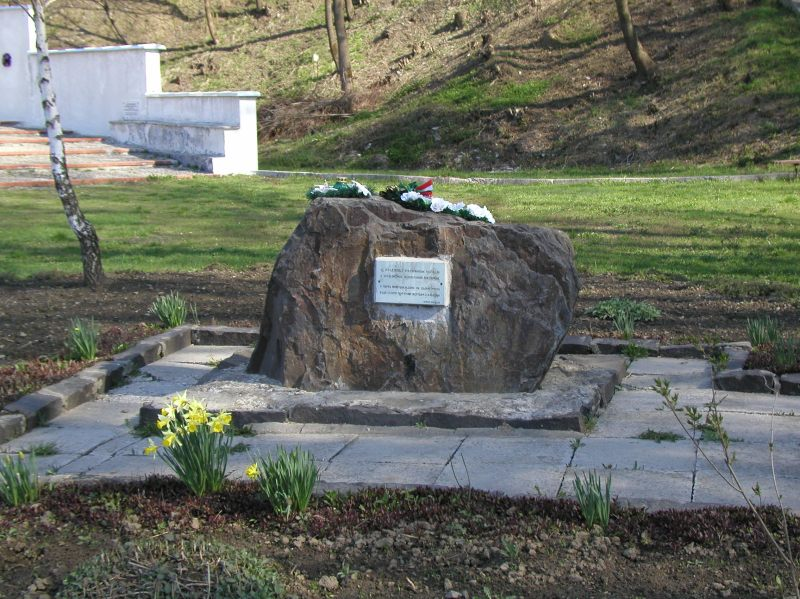
A sztálinizmus áldozatainak emlékműve a szolyvai emlékparkban

1263-ban Zoloa néven említik először. Már az őskorban lakott hely volt, ahol bronzkori leleteket találtak, Tövisfalva felé pedig honfoglalás kori sírt tártak fel. Rákóczi Lengyelországból jövet itt találkozott a népfelkelők küldötteivel. 1728-ban lett a Schönborn család birtoka, ettől kezdve indult fejlődésnek. 1798-ban kapott vásártartási jogot. 1888-ban egyesítették Nagybisztrával.
1944–45-ben a helységben szovjet gyűjtőtábor volt, ahol több mint tízezren haltak meg; a város határában levő tömegsírjuk jeltelen. E táborba vitték azokat, akiket a Kárpátalját megszálló 4. Ukrán Front parancsnokságának 0036-os számú parancsa szerint november 16-ig összegyűjtöttek a szokásosan háromnaposnak hazudott munkavégzés céljából (a Városparancsnokságon minden 18 és 50 év közötti német és magyar nemzetiségű hadköteles férfinek jelentkeznie kellett a rendelet szerint). Az összegyűjtött áldozatok többsége a szovjet gulag poklában halt meg, vagy tűnt el.
1910-ben 3802 lakosából 1698 ruszin, 1115 német, 735 magyar és 195 szlovák volt. A trianoni békeszerződésig Bereg vármegye Szolyvai járásának székhelye volt. Ma 14 800 lakosából 800 (5,4%) magyar.
2020-ig a Szolyvai járás székhelye volt; Nagybisztra és Újtövisfalva tartozott hozzá.

## Testvértelepülések
- Balassagyarmat (Magyarország)
- Nagykapos (Szlovákia)
- Ólubló (Szlovákia)
- Nyírmihálydi (Magyarország)
- Židlochovice (Csehország)

## Látnivalók
- Gyógyhatású savanyúvízforrásai évszázadok óta ismertek.
- Görögkatolikus temploma, amely 1758-ban épült
- Szolyvai Emlékpark
- Honfoglalás kori magyar harcos sírhelye – Szolyva határában, a városba Munkács felől bevezető út mentén található sírt Lehoczky Tivadar tárta fel az 1870-es években. A sírban egy honfoglalás kori magyar harcos és lova maradványai találhatók, a csontok mellett egy tarsolylemez is előkerült. A sírhelyre egy kereszt, később kápolna került, ezek azonban a szovjet időkben megsemmisültek. A  fölötte ma is látható emlékművet 2000-ben állították.

## Híres emberek
- Mág Bertalan (1911-2001) rendőrtiszt, író itt született
- Itt született 1926-ban Viktor Borodovčák szlovák levéltáros, történész.

## Galéria

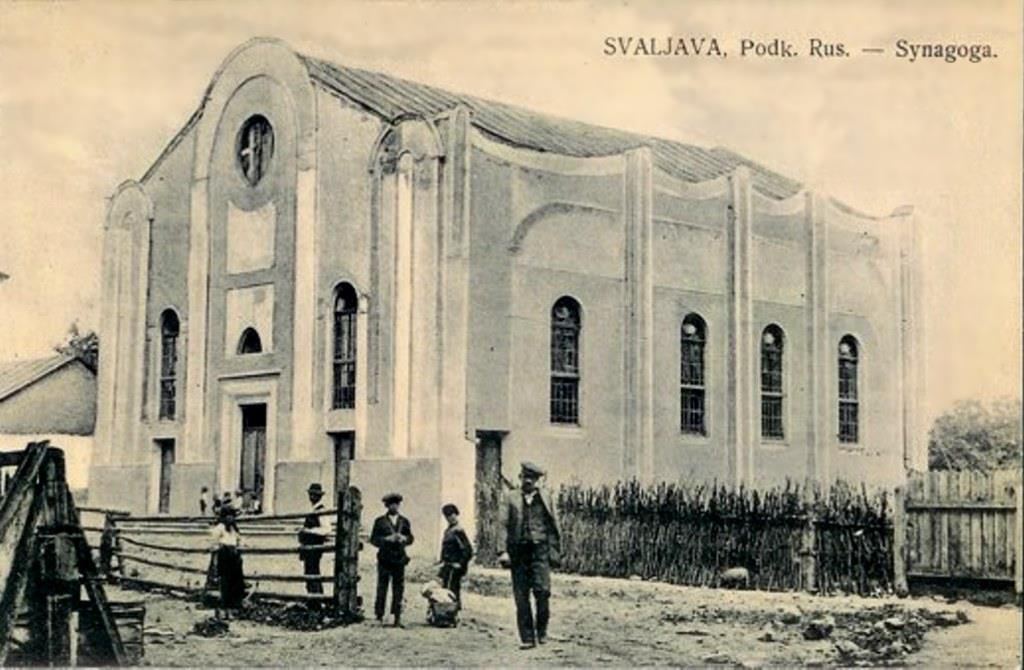
Zsinagóga
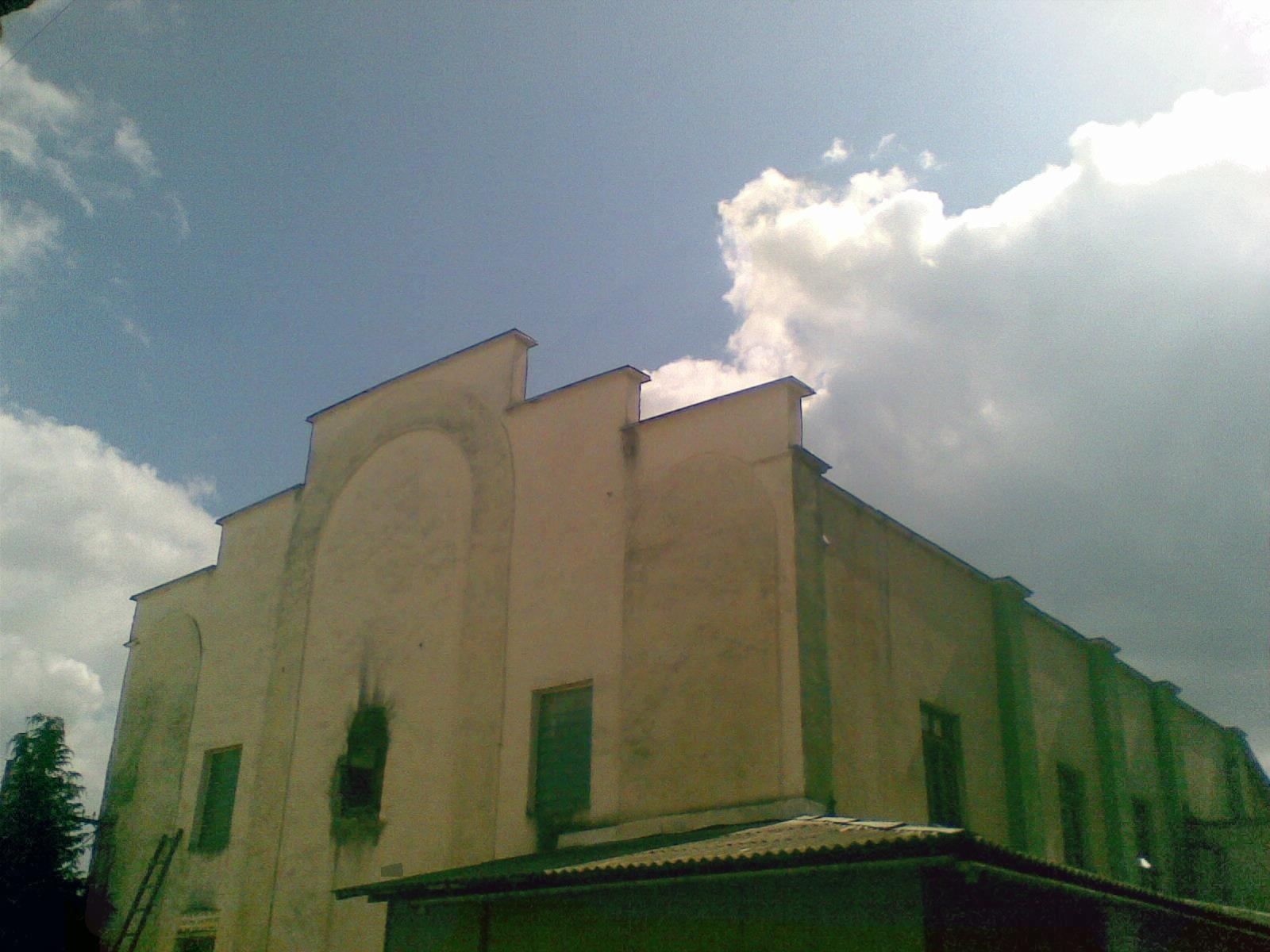
Egykori zsinagóga, ma pékség
Egy másik egykori zsinagóga
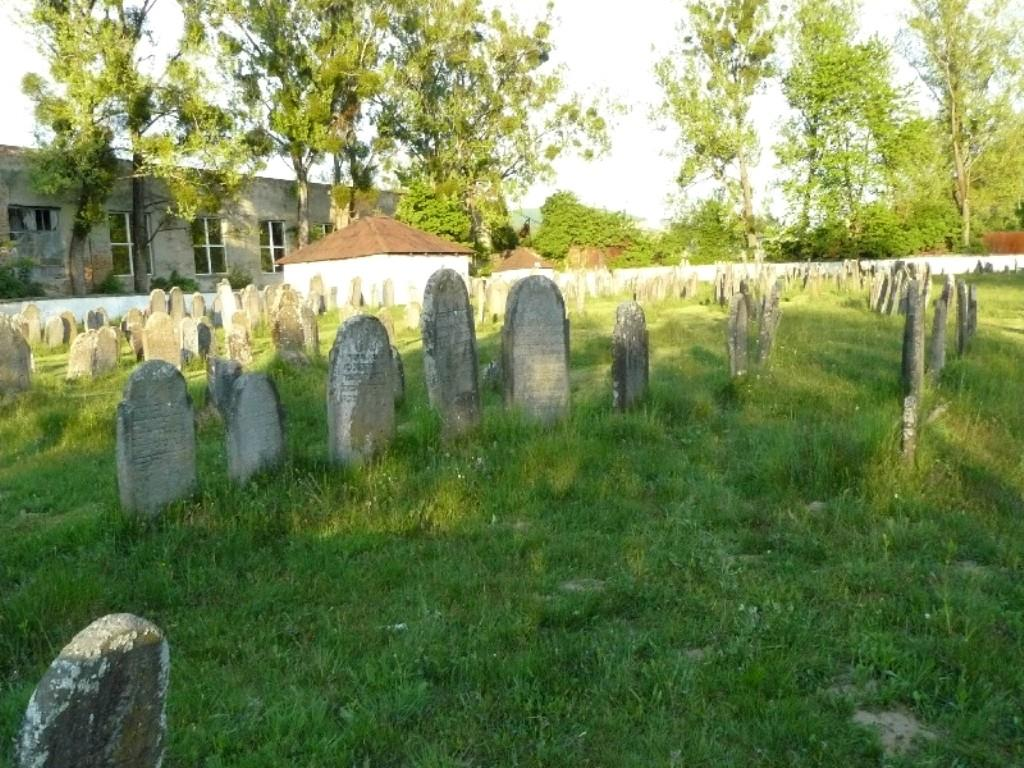
Zsidó temető